# Taeniaster
Taeniaster è un genere di echinodermi estinti, appartenenti agli ofiuroidi. Visse tra l'Ordoviciano medio e il Devoniano inferiore (circa 462 - 405 milioni di anni fa) e i suoi resti fossili sono stati ritrovati in Nordamerica e in Europa.

## Descrizione
Questa antica ofiura era caratterizzata da braccia allungate ma più robuste rispetto a quelle delle forme attuali. Vi era una depressione ben marcata tra le piastre ambulacrali; le piastre laterali delle braccia sono ripiegate ai lati delle stesse, e andavano a formare quasi una protezione laterale. Il disco centrale era di grandi proporzioni, ricoperto di scaglie e dai margini non ben definiti.

## Classificazione
Il genere Taeniaster venne descritto per la prima volta da Billings nel 1858. Successivamente, numerosi fossili attribuiti a questo genere sono stati ritrovati negli Stati Uniti (principalmente Ohio e Pennsylvania) e in Europa (Germania, Spagna, Francia). 

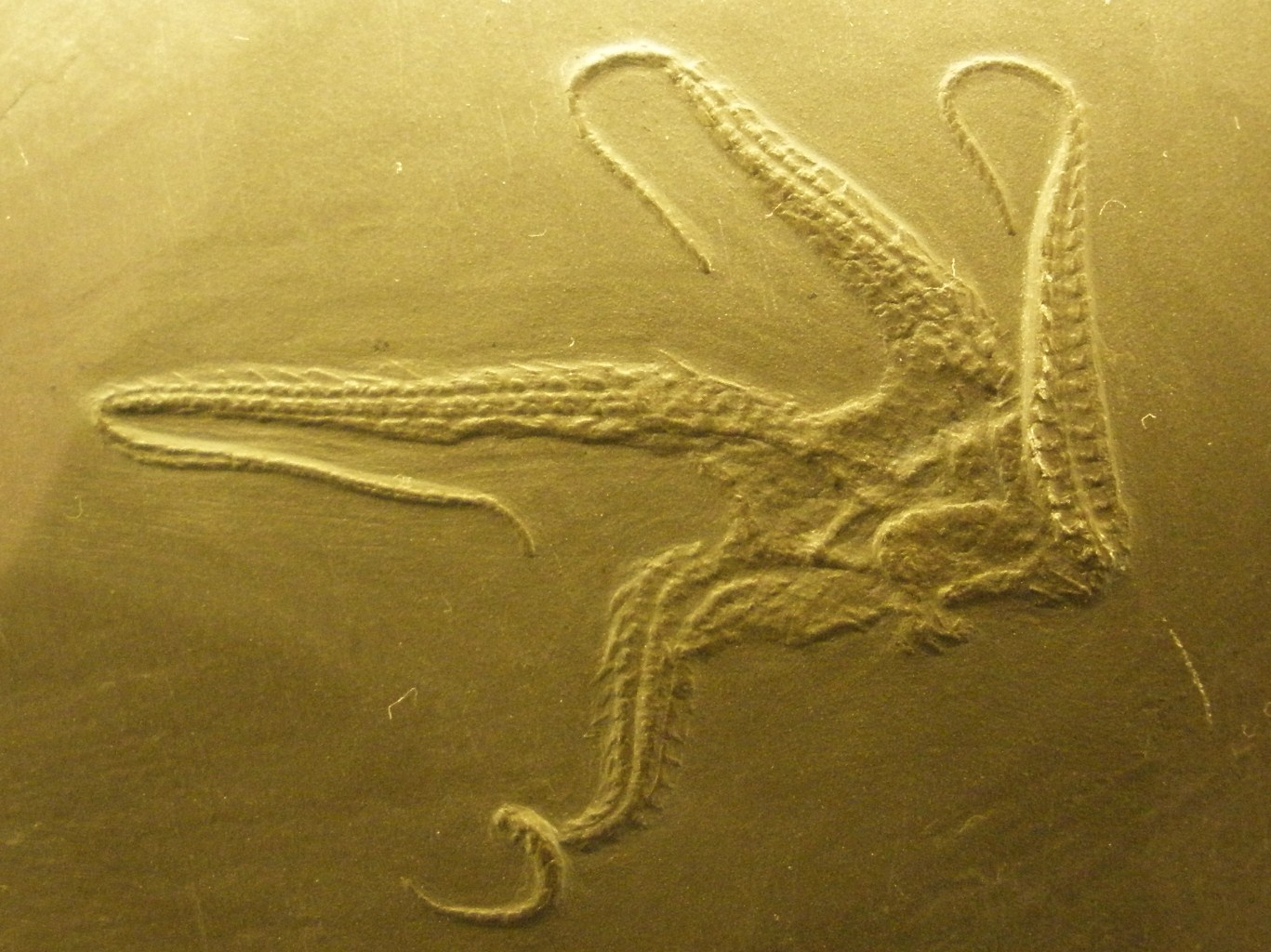
Fossile di Taeniaster beneckei

Al genere Taeniaster sono state ascritte numerose specie di ofiuroidi paleozoici un tempo ascritte ad altri generi (come Bundenbachia, Alepidaster, Palaeophiomyxa), tra le quali Taeniaster flexuosus, T. granuliferus, T. miamiensis, T. beneckei, T. grandis, T. armoricanus, T. elegans, T. ibericus, T. spinosus. I migliori fossili sono stati ritrovati nel giacimento di Bundenbach in Germania: questi resti piritizzati sono osservabili anche ai raggi X: nelle radiografie sono visibili dettagli delle strutture più minute, impossibili da vedere a occhio nudo. 
Taeniaster fa parte della famiglia dei Protasteridae, che comprende alcune delle ofiure più antiche e primitive che si conoscano.